# 貝納迪諾卡瓦列羅將軍鎮
貝納迪諾卡瓦列羅將軍鎮（西班牙語：General Bernardino Caballero），是巴拉圭的城鎮，位於該國西南部，由巴拉瓜里省負責管轄，距離亞松森101公里，始建於1901年8月30日，面積162平方公里，人口7,041，人口密度每平方公里43人。